# Nunzio La Fauci
Nunzio La Fauci (* 20. Januar 1953 in Palermo) ist ein italienischer Linguist.
La Fauci promovierte 1975 an der Universität Palermo, wo er 1994 schließlich ordentlicher Professor für theoretische und allgemeine Linguistik wurde. Von 1997 bis zu seiner Emeritierung war er ordentlicher Professor für Romanische Philologie, mit besonderer Berücksichtigung der Italienischen Sprachwissenschaft, am Romanischen Seminar der Universität Zürich.
Zu den Schwerpunkten seiner Forschung gehören die diachrone Morphosyntax der romanischen Sprachen, italienische und romanische Grammatik aus theoretischer Sicht sowie Analyse der italienischen Literatursprache und linguistische Kritik.